# دریاچه جوشان
دریاچه جوشان (به لاتین: Boiling Lake) یک دودخان در دومینیکا است که در پارک ملی مورن ترویس پیتون واقع شده‌است.